# Tropi
Tropi, pseudonimo di Carlos Carbonell Gil (Valencia, 12 maggio 1995), è un calciatore spagnolo, centrocampista dell'Águilas.

## Carriera
Nel 2002, all'età di sette anni, Tropi ha iniziato a giocare con le giovanili del Valencia. Nel luglio del 2014 è stato promosso nella squadra riserve con la quale ha debuttato il 24 agosto, nella partita persa per 2-1 contro il Mallorca B, nella Segunda División B.
il 25 gennaio 2015 Tropi ha segnato il suo primo gol nella partita pareggiata 1-1 contro l'Huracán. Il giorno seguente è stato convocato in prima squadra dal tecnico Nuno Espírito Santo.
Il suo debutto con la maglia del Valencia avviene il 20 marzo 2015, quando sostituisce Daniel Parejo nel match vinto 4-0 contro l'Elche. Il 25 luglio 2016 viene ceduto in prestito biennale all'Alcoron, squadra della Segunda División.